# 神保石

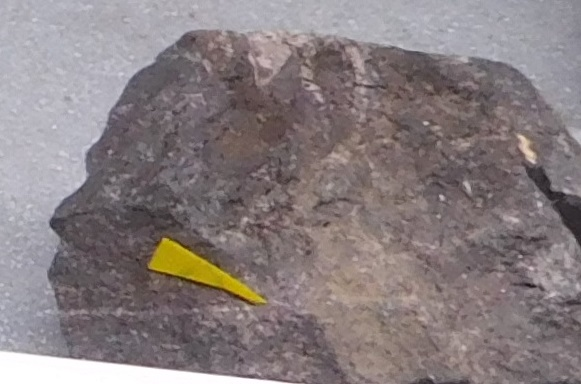
神保石（栃木県加蘇鉱山産）

神保石（じんぼせき、 Jimboite）は、1963年に発表された日本産新鉱物で、東京大学の鉱床学者渡辺武男により、栃木県の加蘇マンガン鉱山から発見された。東京帝国大学の鉱物学者、神保小虎の業績を称えて命名された。鉱石自体は加藤昭と櫻井欽一が発見し、顕微鏡上の性質が小藤石に似ていることから発見に至った。
化学組成はMn3(BO3)2で、斜方晶系。渡辺が以前に発見した小藤石のマグネシウムをマンガンで置換した化学組成を持つ（マンガンをカルシウムで置換すると武田石となる）。肉眼では紫赤褐色だが、顕微鏡下ではほぼ無色で条痕色も無色。モース硬度は5.5。